# 246
246 (CCXLVI) var ett normalår som började en torsdag i den julianska kalendern.

## Händelser

### Okänt datum
- Den romerske kejsaren Filip Araben bekämpar germanerna längs floden Donau.
- Det koreanska kungariket Baekje, under befäl av kung Goi, anfaller kineserna vid Daifang.

## Födda
- Cao Huan, den siste kejsaren av kungariket Wei (möjligen född detta år)

## Avlidna
- Jiang Wan, ledande tjänsteman i det kinesiska kungariket Shu Han